# Бушой, Кристиан
Кристиан Силвиу Бушой (рум. Cristian Silviu Bușoi; род. 1 марта 1978, Дробета-Турну-Северин) — румынский политик и врач, депутат Европейского парламента с 2007 по 2013 и 2014.

## Биография
В 2003 году окончил медицинский факультет Университета медицины и фармации им. Кароля Давила (Бухарест), а через четыре года получил степень в Университете Титу Майореску. Он работал врачом и преподавателем университета.
С 1999 по 2002 он возглавлял ассоциацию молодёжи в своем родном городе, затем в 2005 году — либерал-клуб студентов. В 2004 году он вошёл в городской совет Бухареста. В том же году от Национальной либеральной партии стал членом Палаты депутатов, где работал в течение трёх лет. В 2005 году он был избран международным секретарём НЛП.
В апреле 2017 года Бушой был избран депутатом Европарламента. В июне 2013 года Бушой был назначен главой Национального фонда медицинского страхования Румынии.